# Аспайрінґ
Аспайрінґ / Тітітея (англ. Mount Aspiring; маор. Tititea) — гора в Південних Альпах, 23-тя за абсолютною висотою вершина Нової Зеландії та 9-та за висотою незалежна вершина країни. Найвища вершина Нової Зеландії за межами гірського регіону Аоракі / Маунт-Кук.

## Географія
Гора розташована в межах національного парку «Маунт-Аспайрінґ» на крайньому півдні району Вестланд в регіоні Вест-Кост, на кордоні з північно-заходною частиною регіону Отаго, має висоту 3033 метри. Маорі назвали її Tititea, що перекладається як Блискучий пік. Вона була названа у грудні 1857 року Головним інспектором провінції Отаго Джоном Тернбуллом Томсоном. Його також часто називають «Південним Маттергорном» за його пірамідальний пік, коли його видно з річки Матукітукі.
Гора Аспайрінґ / Тітітея розташована трохи на захід від основного вододілу, за 30 кілометрів на захід від озера Ванака. Вона лежить на стику трьох основних льодовикових систем — льодовика Бонар, що впадає в річку Вайпара, і льодовиків Вольта і Терма, які обидва впадають у річку Вайятото. Вайпара є правою притокою річки Аравгата, і обидві річки Аравгата і Вайятото витікають на західне узбережжя Південного острова і впадають в Тасманове море між містечком Гааст і затокою Джексон-Бей. Гора масивна, вона є основною вершиною, від якої відходять короткі, довжиною 1,5-3 км, відроги (хребти) у вигляді хреста (Північно-Західний хребет, Північно-Східний, Південно-Західний та Кокскомб).
Абсолютна висота вершини 3033 метри над рівнем моря. Відносна висота — 2471 м. За цим показником вершина відноситься до ультра-піків і є 2-ю на Південному острові та 3-ю у Новій Зеландії. Найнижче ключове сідло вершини, по якому вимірюється її відносна висота називається перевал «Гааст-Пасс» (англ. Haast Pass/Tioripatea), має висоту 562 м над рівнем моря і розташоване за 58,6 км на північний схід (44°6′22″ пд. ш. 169°21′21″ сх. д. / 44.10611° пд. ш. 169.35583° сх. д.). Топографічна ізоляція вершини відносно найближчої вищої гори Сефтон (англ. Mount Sefton), яка розташована на північному сході, становить 130,81 км.

## Сходження

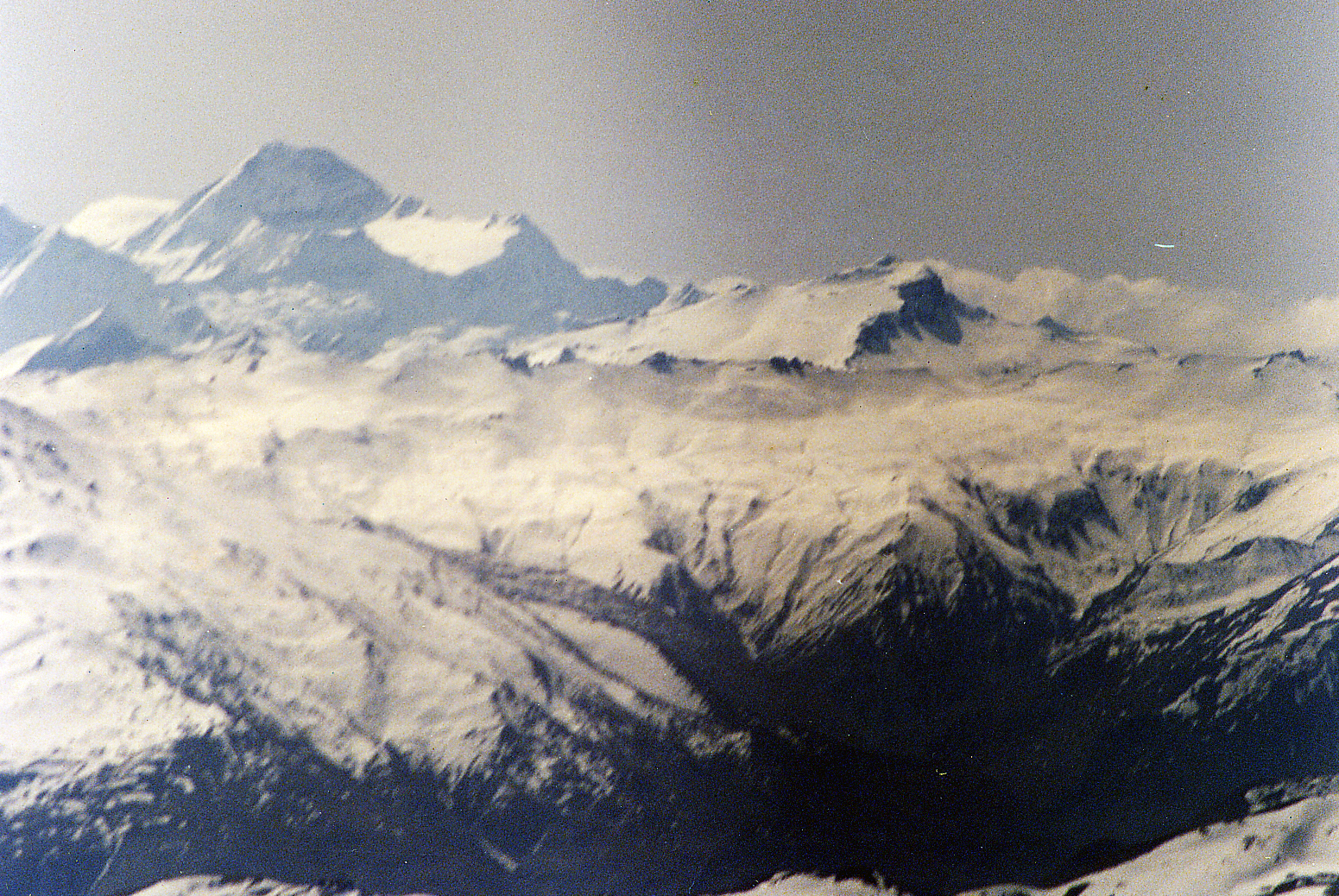
Гора Аспайрінґ (ліворуч)

Перше офіційне успішне сходження на гору було здійснено 23 листопада 1909 року майором Бернардом Гедом і керівниками Джеком Кларком та Алеком Ґремом. Партія Геда піднялася на хребет вершини західною стеною від льодовика Бонар, маршрут не повторювався до 1965 року.
Найпопулярніший маршрут до гори Аспайрінґ — вгору по долині Західна Матукітукі, яка знаходиться в кінці 50-кілометрової дороги з Ванаку в Малинову рівнину. Звідси мережа хатин забезпечує пункти відпочинку для альпіністів.
Перша хатина — це Аспайрінґ Гат, яка розташована за 8 кілометрах (або приблизно за дві години ходьби) від кінця дороги. Наступна хатина — через 8-12-годинний перехід, в основному по бездоріжжю. Стежка передбачає лише маршрут для першої половини підходу до вершини, який проходить через рівне дно долини. З кінця стежки можна або піднятися на Французький хребет і пройти льодовик Бонар, або піднятися на перевал Беван-Кол до льодовика Бонар. Для обох варіантів підйому потрібні хороші навички пошуку маршруту та знання техніки скелелазіння та льодовикових подорожей. Багато альпіністи вважають за краще летіти вертольотом через виснажливий підхід.
Гора та парк дуже популярні серед альпіністів та трамперів, тому тут постійно трапляються нещасні випадки, в тому числі і зі смертельними наслідками.